# Pallacanestro Treviso 1995-1996
Benetton Pallacanestro Treviso 1995/96
| Num. | Naz.                           | Nome              |
| ---- | ------------------------------ | ----------------- |
| 4    | Italia (bandiera)              | Davide Bonora     |
| 5    | Italia (bandiera)              | Andrea Gracis     |
| 6    | Italia (bandiera)              | Alberto Causin    |
| 7    | Italia (bandiera)              | Riccardo Pittis   |
| 8    | Italia (bandiera)              | Fabrizio Ambrassa |
| 9    | Italia (bandiera)              | Jeffrey Colladon  |
| 10   | Italia (bandiera)              | Roberto Chiacig   |
| 11   | Serbia e Montenegro (bandiera) | Željko Rebrača    |
| 12   | Italia (bandiera)              | Alberto Vianini   |
| 13   | Italia (bandiera)              | Davide Pessina    |
| 14   | Stati Uniti (bandiera)         | Henry Williams    |
| 15   | Italia (bandiera)              | Massimo Bulleri   |

Allenatore: Mike D'Antoni